# Oreodera hoffmanni
Oreodera hoffmanni är en skalbaggsart som först beskrevs av Thomson 1860.  Oreodera hoffmanni ingår i släktet Oreodera och familjen långhorningar. Inga underarter finns listade i Catalogue of Life.